# Rico Hill
Ricardo Le Shaun Hill , más conocido como Rico Hill, (nacido el 09 de agosto de 1977 en Oceanside, California) es un exjugador de baloncesto estadounidense. Con 1.98 de estatura, su puesto natural en la cancha era el de alero.

## Trayectoria
- Brother Rice High School
- Universidad de Illinois State (1995-1998)
- Baloncesto Fuenlabrada (1998-1999)
- Quad City Thunder (1999-2000)
- Club Baloncesto Estudiantes (2000-2001)
- Dakota Wizards (2001-2002)
- Fargo-Moorhead Fever (2002)
- Marinos de Oriente (2002)
- Le Mans Sarthe Basket (2002-2003)
- Pallacanestro Messina (2003)
- Charleston Lowg.s (2004)
- San Miguel Beermen (2004)
- JDA Dijon (2005)
- San Miguel Beermen (2005-2006)
- Rockford Lightning (2006)
- Benfica (2006)
- Unio Bàsquet Sabadell (2007)
- AD Vagos (2007-2009)
- Chicago Steam (2009-2011)
- Chicago Muscle (2011-)